# یوری شچرباتسویچ
یوری شچرباتسویچ (بلاروسی: Юрый Шчарбацэвіч؛ زادهٔ ۱۱ ژوئیهٔ ۱۹۸۴) تیرانداز اهل بلاروس است.
وی در مسابقات کشوری و بین‌المللی در مجموع برندهٔ ۱ مدال برنز شده‌است.